# Withius pekinensis
Espèce
Synonymes
- Chelifer pekinensis Balzan, 1892

Withius pekinensis est une espèce de pseudoscorpions de la famille des Withiidae.

## Distribution
Cette espèce est endémique de Chine.

## Description
L'holotype mesure 2,80 mm.

## Étymologie
Son nom d'espèce, composé de pekin et du suffixe latin -ensis, « qui vit dans, qui habite », lui a été donné en référence au lieu de sa découverte, Pékin.

## Publication originale
- Balzan, 1892 : Voyage de M. E. Simon au Venezuela (Décembre 1887 - Avril 1888). 16e mémoire (1) Arachnides. Chernetes (Pseudoscorpiones). Annales de la Société Entomologique de France, vol. 60, p. 497-552 (texte intégral).